# Surallah
Surallah è una municipalità di prima classe delle Filippine, situata nella Provincia di South Cotabato, nella regione di Soccsksargen.
Surallah è formata da 17 baranggay:
- Buenavista
- Canahay (Godwino)
- Centrala
- Colongulo
- Dajay
- Duengas
- Lambontong
- Lamian
- Lamsugod
- Libertad (Pob.)
- Little Baguio
- Moloy
- Naci (Doce)
- Talahik
- Tubiala
- Upper Sepaka
- Veterans